# Хемчикский сумон
Хемчикский сумон — административно-территориальная единица (сумон) и муниципальное образование со статусом сельского поселения в Бай-Тайгинском кожууне Тывы Российской Федерации.
Административный центр и единственный населённый пункт сумона — село Хемчик.

## Население
| 2017 | 2018 |
| ---- | ---- |
| 816  | ↗830 |